# 吳本杰
吳本杰（？—？），字芷獻，湖北鍾祥人，清朝官員。

## 生平
吳本杰於1886年（光緒12年）奉旨接替程起鶚，於台灣地區擔任台灣府知府。而此官職是台灣清治時期此期間，受台灣道制約的台灣地方父母官。（不含台北）